# Tsuga heterophylla

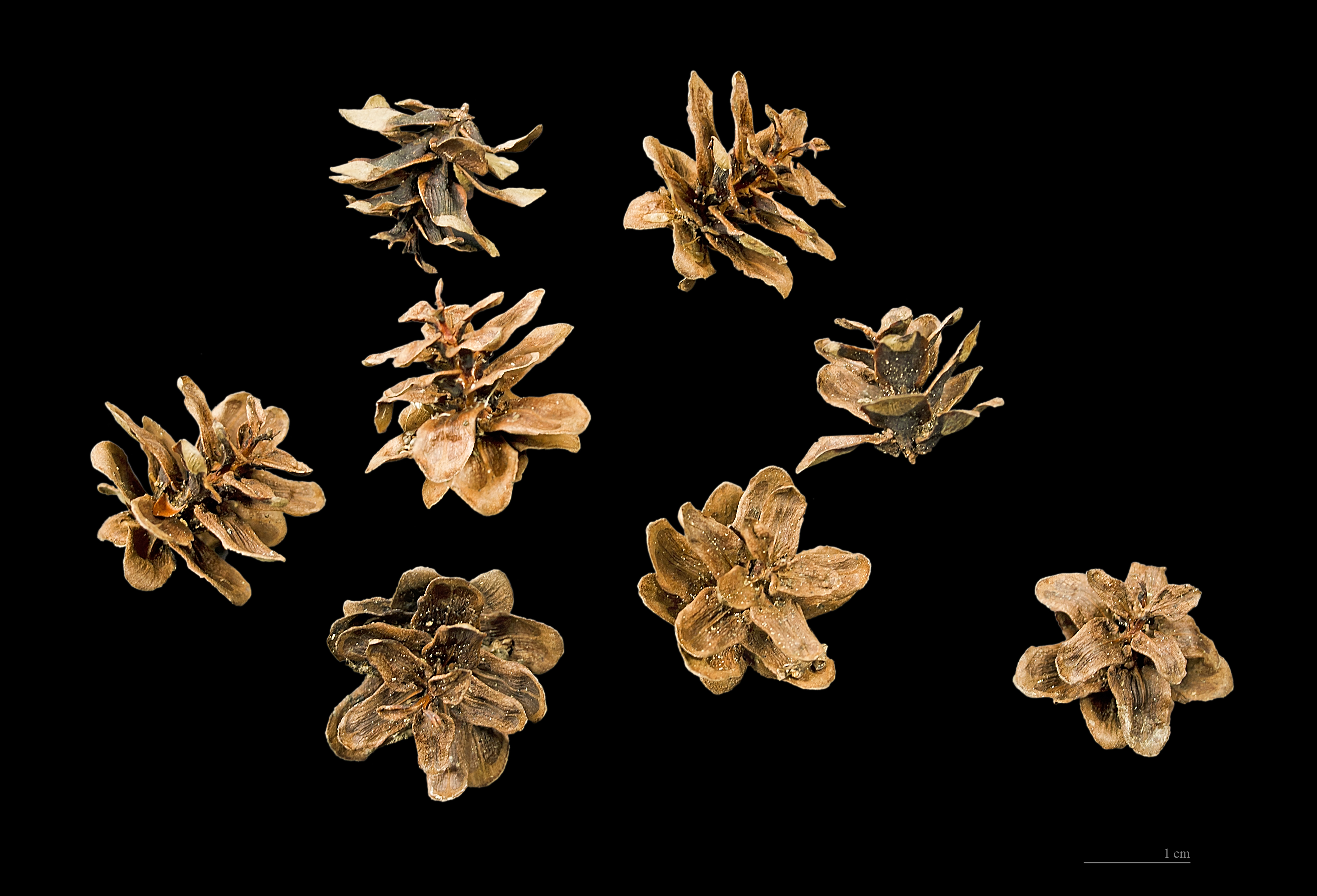
Tsuga heterophylla - MHNT

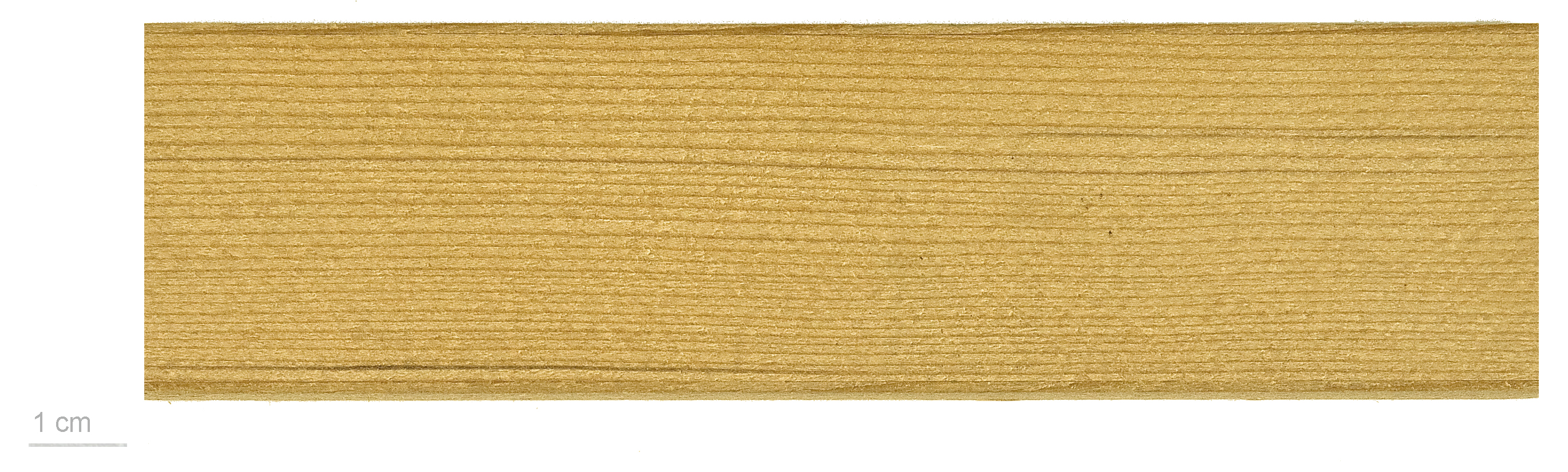
Tsuga heterophylla - MHNT

Tsuga heterophylla, comummente conhecida como tsuga (nome comum que, aliás, partilha com todas as espécies do género Tsuga), é uma espécie de conífera, pertencente ao tipo fisionómico dos megafanerófitos.

É uma espécie nativa da costa oeste da América do Norte, circunscrevendo-se a sua área de distribuição a noroeste, até à península de Kenai, no Alasca, e a sudeste, até ao condado de Sonoma, na Califórnia. 
Trata-se de uma espécie de uso ornamental.
A árvore é conhecida nos países de língua inglesa como Western Hemlock.